# Dream About Me
«Dream About Me» (в переводе с англ. — «Мечтай обо мне») — четвёртый сингл американского исполнителя Моби из его седьмого студийного альбома Hotel. Вышел 8 августа 2005 года на лейбле Mute. Как и предыдущий сингл, «Spiders», этот сингл вышел только в Великобритании. Бэк-вокал в песне принадлежит американской политической активистке, певице и поэтессе Лоре Дон.

## Музыкальное видео
Видеоклип на «Dream About Me» снял режиссёр Хьюго Рамирес. Клип снят с использованием технологии перекладной анимации. По сюжету клипа, над большим городом появляется небольшая летающая тарелка и выгружает на асфальт среди толпы несколько «клубков», которые развернулись, после чего окружающим стало понятно, что это — котята. Несколько черепахового окраса и один тэбби. Всех котят разбирают прохожие, остаётся один тэбби, который идёт прочь от толпы, преодолевая по пути разные препятствия и неприятности: невнимание пешеходов, проносящиеся мимо автомобили, решётку канализационного люка, нападение собаки. Найдя укромное место, он засыпает и видит сон. Проснувшись, котёнок продолжает бродить до тех пор, пока не находит дерево, на которое тоже не без препятствий взбирается. С высокой ветки он видит уже множество летающих тарелок.

## Списки композиций
| №  | Название                                          | Длительность |
| -- | ------------------------------------------------- | ------------ |
| 1. | «Dream About Me»                                  | 3:19         |
| 2. | «Dream About Me» (The Shortwave Set Pick 'N' Mix) | 4:37         |

| №  | Название                                    | Длительность |
| -- | ------------------------------------------- | ------------ |
| 1. | «Dream About Me» (Sebastian Ingrosso Remix) | 6:35         |
| 2. | «Dream About Me» (MHC Extended Remix)       | 6:45         |
| 3. | «Dream About Me» (Booka Shade Remix)        | 7:12         |

| №  | Название                           | Длительность |
| -- | ---------------------------------- | ------------ |
| 1. | «Dream About Me» (Radio Mix)       | 3:24         |
| 2. | «Feeling So Real» (Live in London) | 5:13         |